# Semantic MediaWiki
Semantic MediaWiki（セマンティック メディアウィキ）は、MediaWiki（メディアウィキ）の記事にメタデータを埋め込むための、MediaWikiの拡張である。

## 概要
SMWは、MediaWikiのデータの中に一定の意味付けを持ったタグを埋め込むもので、RDFを通じて検索や外部からの利用が行われる。
例えば、「東京は日本の首都である」ということを示す場合には、「東京」の記事の中に
```
東京は 
[[Is capitalof::日本]]
の首都である。
```

といった記述を行う。
SMWでは、「自動のリスト作成」「検索用の情報」「膨大なカテゴリの利用」「多言語での利用」「外部からの再利用」と言った目的を掲げている。